# Carlos Van Rafelghem
Carlos Van Rafelghem était un enseignant et chef d'entreprise belge né à Bruges le 8 décembre 1925 et mort à Louvain le 22 juin 1991. Il fut notamment le directeur général de la compagnie aérienne nationale, la Sabena, entre 1978 et 1990.

## Biographie
Il fut d'abord enseignant puis employé à différents cabinets ministériels (finances, culture et affaires flamandes et conseiller de Jos Chabert au ministère des Communications jusqu'en 1978. Il devient ensuite directeur général et président du conseil d'administration de la Sabena où il fut chargé d'appliquer les réformes demandées par le nouveau ministre des communications, Herman De Croo, visant à rendre la compagnie économiquement rentable et autonome financièrement.  Outre les réductions de salaire et d'effectifs, ces réformes créèrent également la division de la Sabena en une trentaine de filiales juridiquement indépendantes et autonomes, comme, par exemple, la Sabena Technics.
Il démissionna de son poste le 8 octobre 1990 à la suite d'une hémorragie cérébrale et fut remplacé par Pierre Godfroid.